# Michael Ludwig
Michael Ludwig, avstrijski politik; * 3. april 1961, Dunaj
Je avstrijski politik Socialdemokratske stranke (SPÖ). Od maja 2018 je župan Dunaja, glavnega in največjega mesta Avstrije. Od januarja do oktobra 2018 je bil tudi predsednik SPÖ Dunaj. Pred tem je bil od januarja 2007 do izvolitve za župana mestni svetnik za stanovanja, gradbeništvo in obnovo mest. Od marca 2009 do oktobra 2010 je bil tudi drugi podžupan Dunaja.

## Osebno življenje
Ludwig je odraščal v 21. dunajskem okrožju Floridsdorf in živel v Gemeindebau (občinsko stanovanjsko naselje). Odraščal je v času kanclerja SPÖ Bruna Kreiskyja, ki ga navaja kot svojega političnega idola. Michael Ludwig je po končani osnovni šoli od leta 1971 obiskoval nižjo stopnjo splošne gimnazije na Dunaju. Nato je vse od 1975 do 1980 obiskoval komercialno akademijo in tam tudi maturiral. Po služenju vojaškega roka v letih 1981–1982 je študiral politologijo in zgodovino na Univerzi na Dunaju ter leta 1992 doktoriral z disertacijo o SED, takrat vladajoči stranki Vzhodne Nemčije.
V letih 1984–1986 je bil vodja tečajev in projektov za izobraževanje odraslih, od 1986–1991 pa asistent za izobraževanje v dunajskem centru za izobraževanje odraslih. Leta 1991 je postal regionalni vodja inštituta dr. Karl Renner Dunaj in sekretar za izobraževanje SPÖ Dunaj. Od leta 1995 je bil predsednik Zveze dunajskega izobraževanja odraslih in podpredsednik avstrijskih izobraževalnih centrov za odrasle, od leta 2008 pa je bil častni predsednik nadzornega sveta Wiener Volkshochschulen GmbH. Ludwig je tudi predsednik arhiva Bruna Kreiskyja.
Avgusta 2018 se je Ludwig poročil s svojo dolgoletno partnerko Irmtraud Rossgatterer.

## Politična kariera
Ludwig je svojo kariero v lokalni politiki začel na Dunaju, kjer je med letoma 1994 in 1995 deloval kot okrožni svetnik v Floridsdorfu. Nato je bil med letoma 1996 in 1999 predstavnik v Zveznem svetu. Leta 1999 je vstopil v Gemeinderat in Landtag na Dunaju.
Januarja 2007 je bil imenovan za mestnega svetnika za stanovanja, gradnjo in obnovo mest, ki je nasledil Wernerja Faymanna. Po odstopu Grete Laske je Ludwig 26. marca 2009 postal drugi podžupan. Funkcijo je opravljal do državnih volitvev leta 2010, ko je bila namesto njega imenovana Maria Vassilakou iz stranke Zelenih. 
Leta 2010 je Ludwig od Kurta Ederjaprevzel predsedovanje odbora SPÖ Floridsdorf. 28. maja 2011 je bil izvoljen za enega od petih podpredsednikov na konferenci državne stranke SPÖ Dunaj.
Pred zveznimi volitvami leta 2017 je Ludwig nasprotoval možnosti koalicije med SPÖ in Svobodnjaške stranke Avstrije (FPÖ), češ, da imata stranki premalo skupnega.
Leta 2017 je dolgoletni župan in guverner Michael Häupl napovedal svojo upokojitev. Na izredni konferenci državne stranke SPÖ Dunaj 27. januarja 2018 je bil Ludwig izvoljen za njegovega naslednika na mestu predsednika SPÖ Dunaj, ki je proti nasprotniku Andreasu Schiederju dobil 57 odstotkov glasov delegatov. Podporo naj bi imel pri predstavnikih dunajskega SPÖ v velikih okrožjih Floridsdorf in Donaustadt.
Ludwig je bil 24. maja 2018 izvoljen za župana in guvernerja Dunaja.